# Buvilly
Buvilly – miejscowość i gmina we Francji, w regionie Burgundia-Franche-Comté, w departamencie Jura.
Według danych na rok 1990 gminę zamieszkiwało 359 osób, a gęstość zaludnienia wynosiła 60 osób/km² (wśród 1786 gmin Franche-Comté Buvilly plasuje się na 406. miejscu pod względem liczby ludności, natomiast pod względem powierzchni na miejscu 726.).